# Santa Ana Pinabeto
Santa Ana Pinabeto är en ort i Mexiko.   Den ligger i kommunen Motozintla och delstaten Chiapas, i den sydöstra delen av landet, 900 km sydost om huvudstaden Mexico City. Santa Ana Pinabeto ligger 2 469 meter över havet och antalet invånare är 250.
Terrängen runt Santa Ana Pinabeto är huvudsakligen bergig, men den allra närmaste omgivningen är kuperad. Runt Santa Ana Pinabeto är det ganska tätbefolkat, med 172 invånare per kvadratkilometer. Närmaste större samhälle är Motozintla de Mendoza, 17,0 km norr om Santa Ana Pinabeto. I omgivningarna runt Santa Ana Pinabeto växer i huvudsak städsegrön lövskog.